# Joshua Tarling
Joshua Tarling (* 15. února 2004) je velšský profesionální silniční cyklista jezdící za UCI WorldTeam Ineos Grenadiers.

## Hlavní výsledky

### Silniční cyklistika
2021
Driedaagse van Axel
2. místo celkově
 vítěz sprinterské soutěže
 vítěz kombinované soutěže
vítěz etapy 2a (ITT)
Mistrovství světa
 2. místo časovka juniorů
Národní šampionát
2. místo časovka juniorů
Tour of Yorkshire Juniors
3. místo celkově
3. místo Grand Prix Bob Jungels
3. místo Otley Grand Prix
2022
Mistrovství světa
 vítěz časovky juniorů
Národní šampionát
 vítěz časovky juniorů
3. místo kritérium
Tour de Gironde
 celkový vítěz
vítěz etapy 1a (ITT)
Junior Tour of the North West
 celkový vítěz
vítěz etap 1 a 2
vítěz Chrono des Nations Juniors
LVM Saarland Trofeo
vítěz etapy 3a (ITT)
Junior Tour of Wales
2. místo celkově
vítěz etap 1 (ITT) a 5
Isle of Man Junior Tour
2. místo celkově
vítěz 2. etapy
Trophée Centre Morbihan
6. místo celkově
 vítěz vrchařské soutěže
vítěz etapy 2a (ITT)
2023
Mistrovství Evropy
 vítěz časovky
Národní šampionát
 vítěz časovky
vítěz Chrono des Nations
Renewi Tour
vítěz 2. etapy (ITT)
Tour de Wallonie
2. místo celkově
 vítěz soutěže mladých jezdců
Mistrovství světa
 3. místo časovka

#### Výsledky na Grand Tours
| Grand Tour      | 2023 | 2024 |
| --------------- | ---- | ---- |
| Giro d'Italia   | —    | —    |
| Tour de France  | —    | —    |
| Vuelta a España | —    | DNF  |

| —   | Nezúčastnil se |
| DNF | Nedokončil     |

### Dráhová cyklistika
2021
Mistrovství Evropy juniorů
 vítěz omnia
 vítěz týmové stíhačky
Národní juniorský šampionát
 vítěz bodovacího závodu
2. místo madison (s Joshem Charltonem)
3. místo individuální stíhačka
3. místo scratch
2022
Národní juniorský šampionát
 vítěz bodovacího závodu
 vítěz týmové stíhačky
Mistrovství Evropy juniorů
 3. místo individuální stíhačka
 3. místo týmová stíhačka
 3. místo madison (s Dylanem Hicksem)